# Hemitriakis indroyonoi
Hemitriakis indroyonoi är en hajart som beskrevs av White, Compagno och Dharmadi 2009. Hemitriakis indroyonoi ingår i släktet Hemitriakis och familjen hundhajar. Inga underarter finns listade i Catalogue of Life.